# Alcocero de Mola
Alcocero de Mola település Spanyolországban, Burgos tartományban. Alcocero de Mola Castil de Peones, Prádanos de Bureba, Carrias, Valle de Oca és Cerratón de Juarros községekkel határos. Lakosainak száma 41 fő (2024).

## Népesség
A település lakosságának változását az alábbi diagram mutatja:
| Lakosok száma | 54   | 53   | 49   | 41   | 37   | 33   | 29   | 32   | 33   | 41   |
|               | 2001 | 2004 | 2006 | 2009 | 2011 | 2014 | 2016 | 2019 | 2021 | 2024 |